# Quai du Marché Neuf-Maurice Grimaud
Der Quai du Marché Neuf-Maurice Grimaud ist eine Straße am Seineufer auf der Île de la Cité im 4. Arrondissement von Paris.

## Lage
Die Straße beginnt an der Kreuzung Pont Saint-Michel, Boulevard du Palais und führt zur Kreuzung Petit Pont, Rue de la Cité.

## Namensursprung
Dieser Kai wurde so benannt, weil er sich an der Stelle des ehemaligen Neuen Marktes befindet. Der Namensanhang nimmt Bezug auf den hochrangigen französischen Beamten Maurice Grimaud (1913–2009), der während der Ereignisse im Mai 68 Pariser Polizeipräfekt war.

## Geschichte
Der Kai liegt auf der Trasse einer alten Straße mit dem Namen Rue de l’Orberie oder auch Rue de l’Herberie. sie wurde erst später in Rue du Marché Neuf umbenannt.
1769 ordnete ein entsprechender Erlass von Ludwig XV. an, dass die Häuser auf der Pont Saint-Michel und am Ufer der Seine auf der Seite des Marché Neuf abgerissen werden. Doch diese Anordnung wurde nicht umgesetzt. Im Jahr 1807 sah ein Erlass erneut den Abriss der Gebäude vor und 1808 durchgeführt.
Im Jahr 1804 ließ der Polizeipräfekt Louis Nicolas Dubois das Leichenschauhaus am Quai Marché Neuf (Hausnummer 21) errichten, bevor es 1864 vom Baron Haussmann etwas weiter entfernt an die Stelle des heutigen Square de l'Île de France kam. Die Leichenhalle wurde zum forensischen Institut von Paris und 1914 an den Quai de la Rapée verlegt.
Um 1840 wurde der Teil der Rue du Marché Neuf entlang der Seine in Quai du Marché Neuf umbenannt. Der Markt besteht seit 1854 nicht mehr.
Im Jahr 1851 wurde die Verlängerung des Kais bis zur Rue de la Cité für gemeinnützig erklärt. In den 1860er Jahren wurden alle Häuser der Straße abgerissen, um den Bau der Gebäude des Pariser Polizeipräsidiums zu ermöglichen.
Durch einen Gemeindebeschluss von 2018 erhält der „Quai du Marché Neuf“ den Namen Quai du Marché Neuf-Maurice Grimaud.

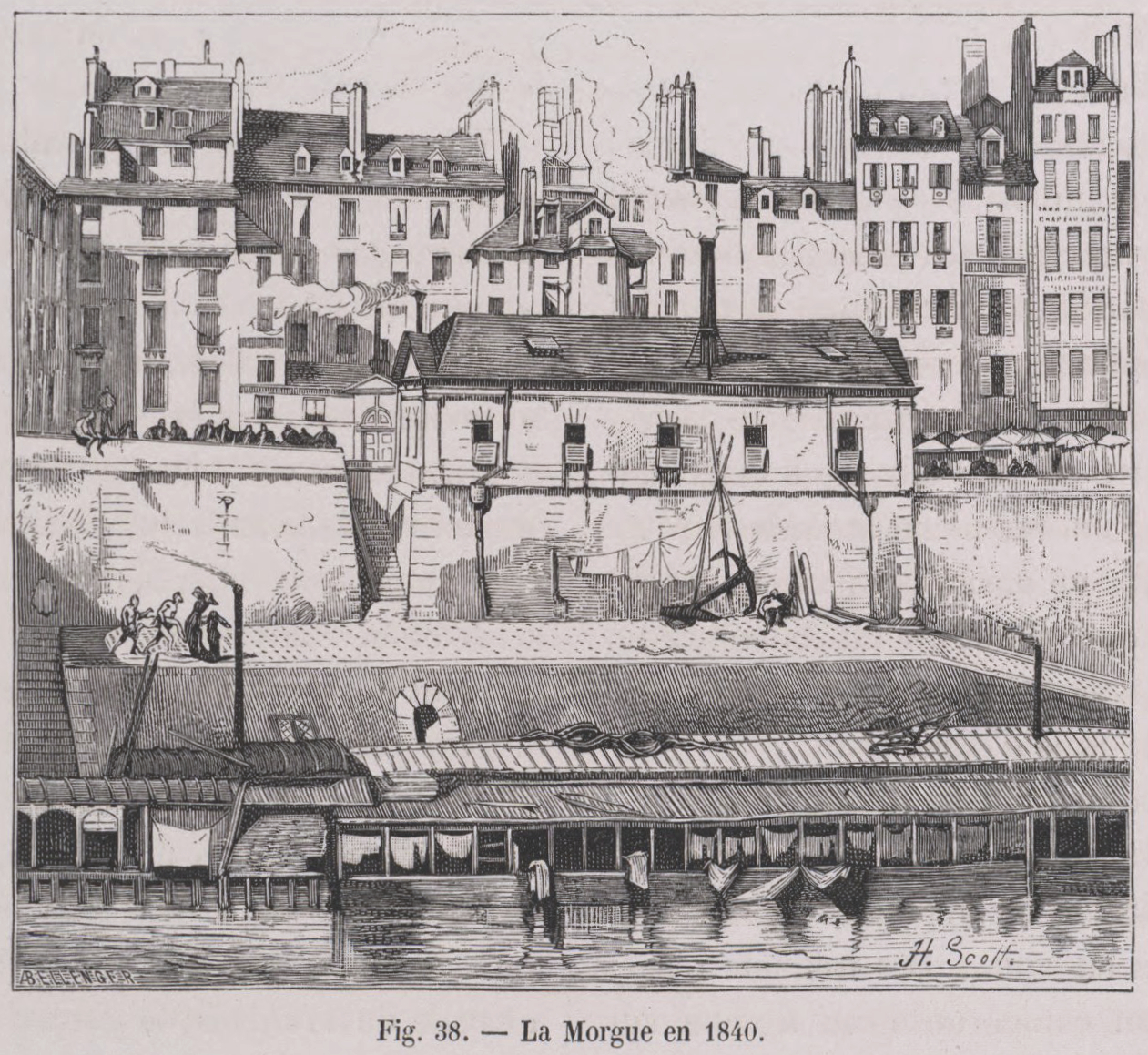
Leichenhalle am Quai, 1840
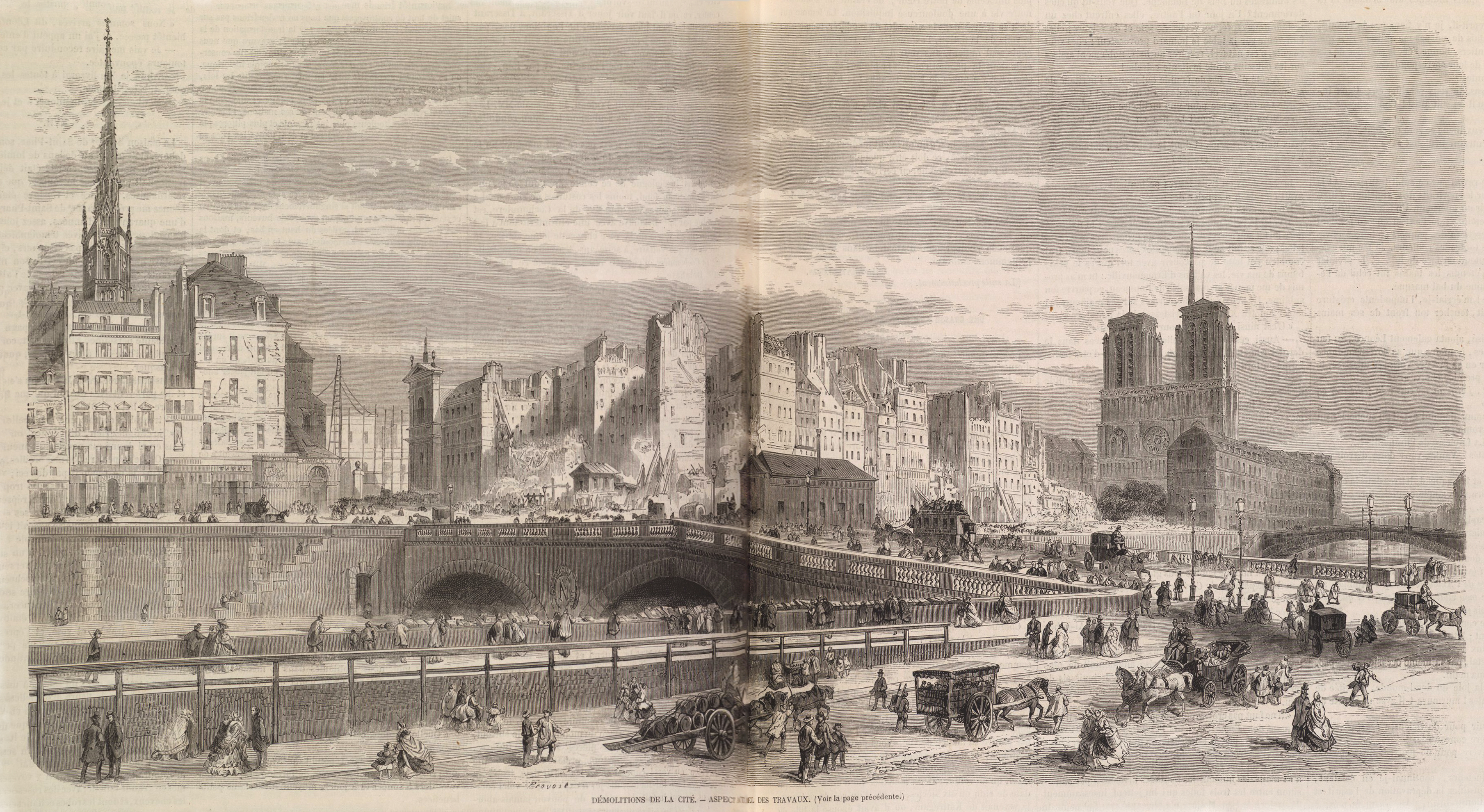
Der Kai 1862, vor dem Abriss